# Đông phương Hy Lạp và Tây phương Latinh
"Đông phương Hy Lạp" và "Tây phương Latinh" là thuật ngữ để phân biệt hai phần của Thế giới Hy-La, đặc biệt là dựa vào lingua franca của mỗi vùng: đối với Đông phương là tiếng Hy Lạp và đối với Tây phương là tiếng Latinh. Sự khác biệt này đã hiện diện trong suốt thời Đế quốc La Mã; những sự thay đổi hành chính của đế quốc trong giai đoạn từ thế kỷ 3 tới thế kỷ 5 CN đã càng làm ngăn cách thêm sự chia rẽ và cuối cùng dẫn đến sự hình thành hai nửa Đông phương và Tây phương tách biệt nhau.
Sau sự sụp đổ của Đế quốc phía Tây, hai thuật từ này được dùng để đề cập tới các lãnh thổ trước đây từng thuộc các Đế quốc phía Đông và phía Tây, cũng như các khu vực khác thuộc văn hóa quyển Hy Lạp và Latinh. Theo nghĩa này, người ta đặc biệt quan tâm tới sự khác biệt trong hai bộ phận của Kitô giáo là Kitô giáo Đông phương và Kitô giáo Tây phương.

## Liên quan tới Đế quốc La Mã

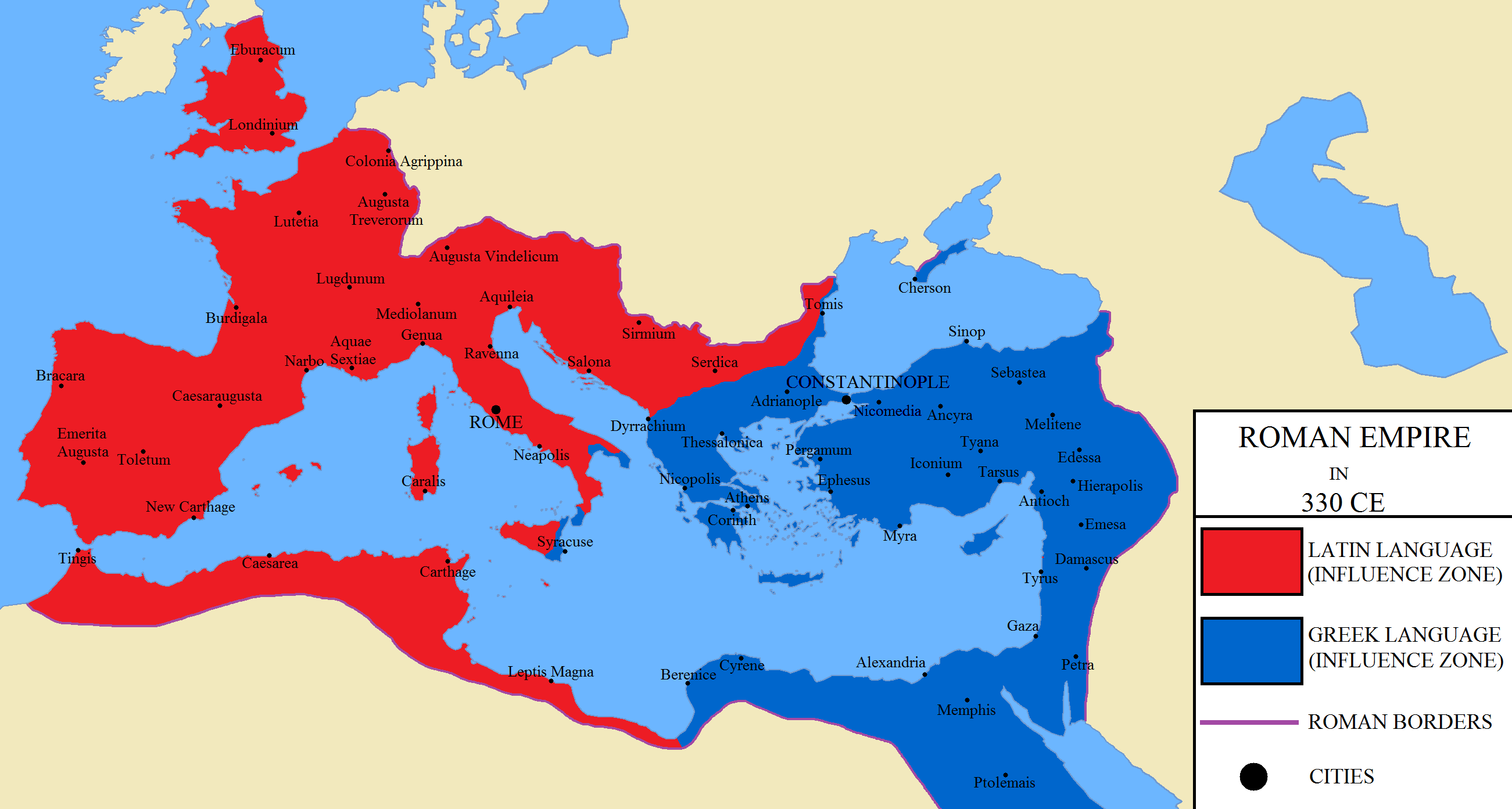
Đế quốc La Mã năm 330 CN với hai vùng văn hóa tiếng Latinh và tiếng Hy Lạp

Trong ngữ cảnh cổ đại cổ điển, "Đông phương Hy Lạp" đề cập đến các tỉnh và quốc gia chư hầu của Đế quốc La Mã mà lingua franca chủ yếu là tiếng Hy Lạp. Khu vực này bao gồm bán đảo Hy Lạp và một số phần khác của bán đảo Balkan, các tỉnh xung quanh Hắc Hải, vùng Bosphorus, toàn bộ Tiểu Á (trong nghĩa lỏng lẻo nhất còn bao gồm Cappadocia và kéo dài tới Tiểu Armenia), Magna Graecia (đảo Sicilia và miền nam bán đảo Italia), cũng như các tỉnh khác ở rìa phía Đông Địa Trung Hải (Iudaea, Syria, Cyrenaica và Ai Cập). Các khu vực này từng là thuộc địa hay do người Hy Lạp cai trị trong thời kỳ Hy Lạp hóa, tức là cho tới khi người La Mã chinh phạt.
Bắt đầu Hậu kỳ cổ đại, với việc tổ chức phân chia lại các tỉnh của hoàng đế Diocletianus (trị vì 284-305), khái niệm "Đông phương Hy Lạp" dần trở nên tương phản với "Tây phương Latinh". Do đó, Đông phương Hy Lạp đề cập đến khu vực nói tiếng Hy Lạp như đề cập ở trên mà sau 395 hầu như tương đương với Đế quốc Đông La Mã, tương phản với khu vực tiếng Latinh là Tây Âu, Italia (trừ vùng Katepaníkion Italías) và Tây Bắc Phi châu mà sau 395 hầu hết thuộc Đế quốc Tây La Mã.

## Liên quan tới Kitô giáo
"Đông phương Hy Lạp" và "Tây phương Latinh" là các thuật ngữ để chia Kitô giáo Chalcedon thành Chính thống giáo Đông phương sử dụng tiếng Hy Lạp ở Đông Địa Trung Hải và Công giáo Rôma sử dụng tiếng Latinh ở Tây Âu. Tây phương Latinh áp dụng cho Italia, Gallia, Hispania, Dalmatia, Tây Bắc Phi châu, Britannia và cho cả các khu vực chưa từng thuộc Đế quốc La Mã nhưng sau này nằm trong văn hóa quyển Latinh như Hibernia (Ireland), Caledonia (Scotland) và Magna Germania. Trong khi đó, Đông phương Hy Lạp ở đây không bao gồm các cộng đoàn Kitô giáo Đông phương đối lập với Constantinopolis, sử dụng các ngôn ngữ như Syriac, Copt, Armenia, Geʽez mà nay được gọi là Cảnh giáo và Chính thống giáo Cổ Đông phương. 
Tiếng Latinh là yếu tố gắn kết lâu dài hơn tại Tây phương, nơi mà nó tiếp tục, cho tới gần đây, là ngôn ngữ của phụng vụ và học thức, bất chấp những tan rã và biến cố tôn giáo, chính trị ở Tây Âu. Trái lại, tiếng Hy Lạp dần giảm ảnh hưởng tại Đông phương do sự mở rộng của tiếng Ả Rập và sự độc lập của các dân tộc Slav.